# Metrojaya
MJ Department Stores Sdn Bhd is een retailbedrijf uit Maleisië dat opereert in het midden en hogere marktsegment. 

## Geschiedenis
In  september 1976 opende het bedrijf zijn eerste winkel in het Pertama Complex in Kuala Lumpur, met een winkeloppervlak van 1.705 m². Het nieuwste filiaal van Metrojaya, op Berjaya Times Square, sloot in december 2009, na slechts drie jaar. Anno 2024 had Metrojaya vier warenhuizen in Maleisië:
- Kuala Lumpur, Mid Valley Megamall, gesloten tussen 27 februari en 28 augustus 2024 wegens een renovatie en verkleining van de oppervlakte.
- Kota Kinubalu, Suria Sabah,
- Kepong, Kuala Lumpur, Brem Mall,
- Kuala Lumpur, LaLaport  Bukit Bintang City Centre.

De Metrojaya-groep exploiteert medio 2024 een keten van vier warenhuizen en meer dan 70 speciaalzaken die samen meer dan 90.000 vierkante meter vloeroppervlak beslaan, waaronder Cape Cod, East India Company, Living Quarters, Reject Shop en Somerset Bay.

## Detailhandelsactiviteiten
Het bedrijf houdt zich voornamelijk bezig met de exploitatie van warenhuizen en beleggingen, terwijl de dochterondernemingen zich voornamelijk bezighouden met vastgoed, deelnemingen en de exploitatie van speciaalzaken en winkels met een uitgebreid assortiment. De warenhuizen van Metrojaya bieden een breed assortiment aan producten die aansluiten bij de behoeften en smaken van midden- en hoge inkomensgroepen. De groep exploiteert vier warenhuizen, één hypermarkt onder de naam Cosmart in het Bukit Jambul Complex in Penang en één "MJ by Metrojaya" Fashion Concept Store in The Curve in Mutiara Damansara.